# Pematang Durian
Pematang Durian is een bestuurslaag in het regentschap Aceh Tamiang van de provincie Atjeh, Indonesië. Pematang Durian telt 243 inwoners (volkstelling 2010).